# Самбийский диоцез

Герб Самбийского диоцеза

Самбийский диоцез  (лат. Dioecesis Sambiensis) — один из четырех диоцезов (вместе с Хелминским, Помезанским и Вармийским диоцезами) на территории Пруссии. Основан 4 июля 1243 года папским легатом Вильгельмом Моденским. Входил в состав Рижской метрополии с 1253 года.
Резиденция епископа — Кёнигсберг и Фишхаузен (Приморск). Главным собором диоцеза был кафедральный собор в Кёнигсберге.
После секуляризации в 1525 году Самбийский римско-католический диоцез практически перестал существовать, а титул епископов Самбии стали использовать епископы Вармии (до 1773 года). Официально самбийская епархия была ликвидирована в 1821 году, когда папа римский Пий VII включил территорию диоцеза в состав Вармийской епархии. Вплоть до 1991 года католики на территории Калининградской области формально подчинялись польскому варминскому епископству.
В 1992 году на части бывшей Самбийской епархии была создана епархия Элка.
С 13 апреля 1991 года Калининградская область РФ входит в состав созданной епархии Элка, а с 2002 года — Московской католической архиепархии.
Последним католическим епископом Самбии был Георг фон Поленц цу Шонберг (1478—1550), избранный самбийским капитулом на эту должность в 1519 году. Под влиянием учения Мартина Лютера Георг фон Поленц в 1523 году перешел в протестантизм.

## Список епископов Самбии
- Дитрих 1252—1254
- Генрих фон Штриттберг 1254—1274
- Герман из Кельна 1274—1276
- Кристиан фон Мюльхаузен 1276—1295
- Зигфрид фон Рейнштейн 1295—1318
- Иоганн фон Кларе 1320—1344
- Иоганн фон Блудау 1344—1358
- Якоб фон Кульм 1344—1354
- Бартоломеус фон Радам 1354—1378
- Тило фон Штобенхайм 1378—1386
- Генрих Куваль 1387—1395
- Генрих фон Зеефельд 1395—1414
- Генрих фон Шауэнбург 1415—1416
- Иоганн фон Зальфельд 1416—1425
- Михаэль Юнге 1425—1442
- Николаус фон Шёнек 1442—1470
- Дитрих фон Куба 1470—1474
- Иоганн фон Ревинкель 1474—1497
- Николаус Кройден 1497—1503
- Пауль фон Ватх 1503—1505
- Гюнтер фон Бюнау 1505—1518
- Георг фон Поленц 1518—1550 (с 1523 года — епископ протестантский)
- Иоахим Мерлин 1550—1571 (епископ протестантский)
- Тилеман Гесгузий 1571—1577 (епископ протестантский).